# Мерверруд
Мерверруд (перс. مروالرود, араб. مرو الروذ) — велике середньовічне місто, що розташовувалось у Хорасані, неподалік від Мерва.

## Географія
Мерверруд розташовувався на правому березі річки Мургаб.

## Історія
Заснування міста пов'язують з сасанідським шахиншахом Бахрамом Гуром. Місто перейшло під владу Халіфату під час Арабських завоювань 652 року, коли намісник Бадам перейшов під покровительство арабів. За раннього аббасидського періоду, 777 року міста Мерверруд, Талакан і Гузган перейшли під владу хариджита Юсуфа аль-Барма ас-Сакафі.